# Tazé Moore
Tazé Raekwon Moore (Memphis, 29 de junho de 1998) é um jogador norte-americano de basquete profissional que atualmente joga no Portland Trail Blazers da National Basketball Association (NBA) e no Rip City Remix da G-League.
Ele jogou basquete universitário pela Universidade Estadual da Califórnia e pela Universidade de Houston.

## Carreira universitária
Moore começou sua carreira universitária na Universidade Estadual da Califórnia. Ele jogou na equipe de 2016 a 2021, sendo selecionado para a Primeira-Equipe da Big West Conference em seu último ano. Ele lutou contra lesões durante sua carreira, perdendo toda a temporada de 2017-18 com uma tíbia e fíbula quebradas no joelho direito. Após a temporada de 2020-21, ele entrou no portal de transferência da NCAA.
Moore finalmente escolheu a Universidade de Houston e o treinador Kelvin Sampson para seu último ano de elegibilidade. Ele foi titular de um time que teve um desempenho de 32–6 e teve médias de 10,4 pontos e 4,9 rebotes.

## Carreira profissional

### BG Göttingen (2022)
Depois de não ser selecionado no draft da NBA de 2022, Moore se juntou ao Brooklyn Nets para a Summer League de 2022 e, em 4 de agosto de 2024, assinou com o BG Göttingen da Liga Alemã, onde jogou uma partida antes de deixar o time em 6 de outubro.

### Texas Legends, Rip City Remix e Portland Trail Blazers (2022–2024)
Em 22 de outubro de 2022, Moore se juntou ao Texas Legends da G-League após ser selecionado como a 9º escolha geral no draft da G-League de 2022. Na temporada de 2022–23, ele teve média de 13,9 pontos, 3,7 assistências e 6,7 rebotes.
Em 16 de outubro de 2023, Moore assinou com o Dallas Mavericks, mas foi dispensado no dia seguinte. Doze dias depois, ele voltou ao Legends e em 11 de janeiro de 2024, foi negociado com o Rip City Remix.
Em 20 de janeiro de 2024, Moore assinou um contrato de 10 dias com o Portland Trail Blazers, fazendo sua estreia na NBA no dia seguinte. Ele marcou dois pontos e registrou um roubo de bola em 4 minutos. A mudança fez de Moore o primeiro jogador na história do Rip City Remix a ganhar uma convocação para a NBA. Em 30 de janeiro, ele retornou ao Remix. Em 14 de abril, ele assinou com o Trail Blazers pelo resto da temporada.

### Vancouver Bandits (2024)
Em 18 de abril de 2024, Moore assinou com o Vancouver Bandits da Canadian Elite Basketball League.

### Retorno a Portland / Rip City (2024–presente)
Em 13 de setembro de 2024, Moore assinou um contrato de duas vias com o Portland Trail Blazers e com seu afiliado da G League, Rip City Remix.

## Estatísticas da carreira

### NBA

#### Temporada regular
| Ano     | Equipe   | PJ | PT | MPJ  | AP   | 3P   | LL   | RT  | AS  | BR | TO | PPJ |
| ------- | -------- | -- | -- | ---- | ---- | ---- | ---- | --- | --- | -- | -- | --- |
| 2023–24 | Portland | 4  | 0  | 10.1 | .421 | .143 | .500 | 2.0 | 1.3 | .5 | .0 | 4.5 |

### Universidade
| Ano      | Equipe                | PJ        | PT        | MPJ       | AP        | 3P        | LL        | RT        | AS        | BR        | TO        | PPJ       |
| -------- | --------------------- | --------- | --------- | --------- | --------- | --------- | --------- | --------- | --------- | --------- | --------- | --------- |
| 2016–17  | Cal State Bakersfield | 24        | 0         | 10.8      | .479      | .294      | .636      | 2.0       | .9        | .8        | .2        | 2.4       |
| 2017–18  | Cal State Bakersfield | Lesionado | Lesionado | Lesionado | Lesionado | Lesionado | Lesionado | Lesionado | Lesionado | Lesionado | Lesionado | Lesionado |
| 2018–19  | Cal State Bakersfield | 30        | 4         | 18.1      | .429      | .222      | .644      | 3.0       | 1.8       | 1.4       | .7        | 6.4       |
| 2019–20  | Cal State Bakersfield | 31        | 25        | 24.9      | .482      | .360      | .652      | 3.8       | 1.9       | 1.2       | .9        | 11.5      |
| 2020–21  | Cal State Bakersfield | 23        | 14        | 22.3      | .488      | .514      | .828      | 4.0       | 2.7       | 1.3       | .6        | 12.2      |
| 2021–22  | Houston               | 36        | 31        | 30.1      | .441      | .319      | .727      | 4.9       | 2.9       | 1.6       | .6        | 10.4      |
| Carreira | Carreira              | 144       | 74        | 21.2      | .463      | .341      | .697      | 3.5       | 2.0       | 1.2       | .6        | 8.5       |

## Links externos
- Biografia do Cal State Bakersfield Roadrunners
- Biografia do Houston Cougars
- Biografia do Vancouver Bandits
- Biografia do basquete dos EUA